# Zwergschnäpper

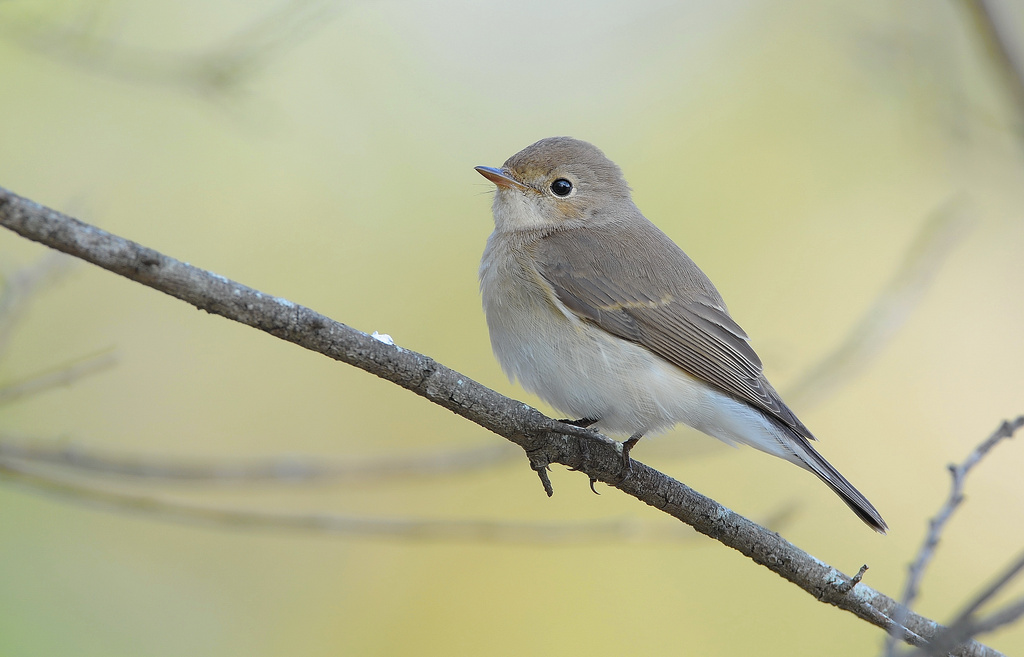
Zwergschnäpper (Ficedula parva), Weibchen

Der Zwergschnäpper (Ficedula parva) ist ein in Mitteleuropa seltener Singvogel. Der obligate Zugvogel gehört zur Gattung der Höhlenschnäpper (Ficedula), die in etwa 30 Arten in der Paläarktis von Westeuropa bis Südostasien vertreten ist. Zusammen mit dem Taiga-Fliegenschnäpper (Ficedula albicilla) und dem Kaschmirschnäpper (Ficedula subrubra), die früher beide als Unterarten von Ficedula parva geführt wurden, bildet er eine Superspezies.
Der Schwerpunkt der Verbreitung von Ficedula parva liegt in der südlichen borealen Zone Europas bis zum Ural. Kleine Populationen bestehen im zentralen und nördlichen Mitteleuropa sowie in Südosteuropa.

## Aussehen
Der Zwergschnäpper ist mit gut 11 Zentimetern Körperlänge einer der kleinsten Fliegenschnäpper. Er ist damit nur geringfügig größer als ein Zaunkönig.
Ältere Männchen ähneln mit ihrer rötlich-orangen Farbgebung von Kehle und Brust zum grauen Kopf einem Rotkehlchen, doch erscheint dieses Alterskleid erst im zweiten Lebensjahr, und häufig weisen auch ältere Männchen nur eine undeutliche Rotfärbung der Kehle auf. Bestes Erkennungsmerkmal sind, neben der geringen Größe, die weißen äußeren Steuerfedern, die stark mit dem tiefen Schwarz des übrigen Schwanzes kontrastieren. Dies erzielt eine Wirkung, die durch häufiges Stelzen und Fächern des Schwanzes noch verstärkt wird.
Die Grundfärbung von Kopf und Rücken ist ein mattes, eher dunkles Braun; starke Gefiederzeichnungen fehlen. Kehle, Brust und Bauch der Männchen im ersten Lebensjahr und der Weibchen sind hell mit einem gelblichen Anflug an den Flanken. Eine gelblich-orange, schmale Flügelbinde ist nur schwach angedeutet. Auffallend sind die großen, schwarzen, hell umrandeten Augen sowie die von unten gesehen deutlich orange-gelbe Schnabelbasis.
Ausgefärbte Weibchen zeigen mehr Grau- und blasse Isabelltöne; die rostrote Farbgebung ist bei ihnen nicht vorhanden. Jungvögel sind stärker braungelblich gefärbt. In allen Altersstufen und bei beiden Geschlechtern ist jedoch die Schwanzzeichnung markant.

## Stimme
Der Zwergschnäpper ist als Bewohner der oberen Stamm- und Kronenregionen alter Bäume nur selten zu sehen, fällt aber durch seinen lauten, weittragenden Reviergesang auf. Die lange, drei bis vier Sekunden dauernde Strophe wird fast immer durch leise zit- bzw. tsiit-Laute eingeleitet; darauf folgt die reintönende, etwas abfallende, mehrteilige Strophe, die etwas an den Gesang eines Fitis erinnern kann. Die Strophen sind individuell sehr verschieden. Beim Singen werden oft die Schwanzfedern gespreizt, die Flügel leicht ausgebreitet und die Kehlfärbung präsentiert.
Vorgetragen wird der Gesang auf Singwarten, die meist im mittleren Stammabschnitt, häufig auf unbelaubten oder abgestorbenen Ästen liegen. In der Regel beginnt der Zwergschnäpper schon kurz vor dem Landen zu singen und vollendet die Strophe dann im Sitzen. Die Gesangsaktivität der Art währt allerdings nur wenige Wochen und erlischt mit Verpaarung und Brutbeginn völlig. Auch bei schlechtem Wetter singt die Art kaum.
Die hellen, kurzen und scharfen Rufe sind nur in unmittelbarer Nähe vernehmbar. Häufig ist eine Kombination aus einem schnarrenden Tzrrt, das trotz der bedeutend geringeren Lautstärke etwas an den Störungsruf des Zaunkönigs erinnert, mit einem melodiösen, flötenden Ülii zu vernehmen.

## Verbreitung

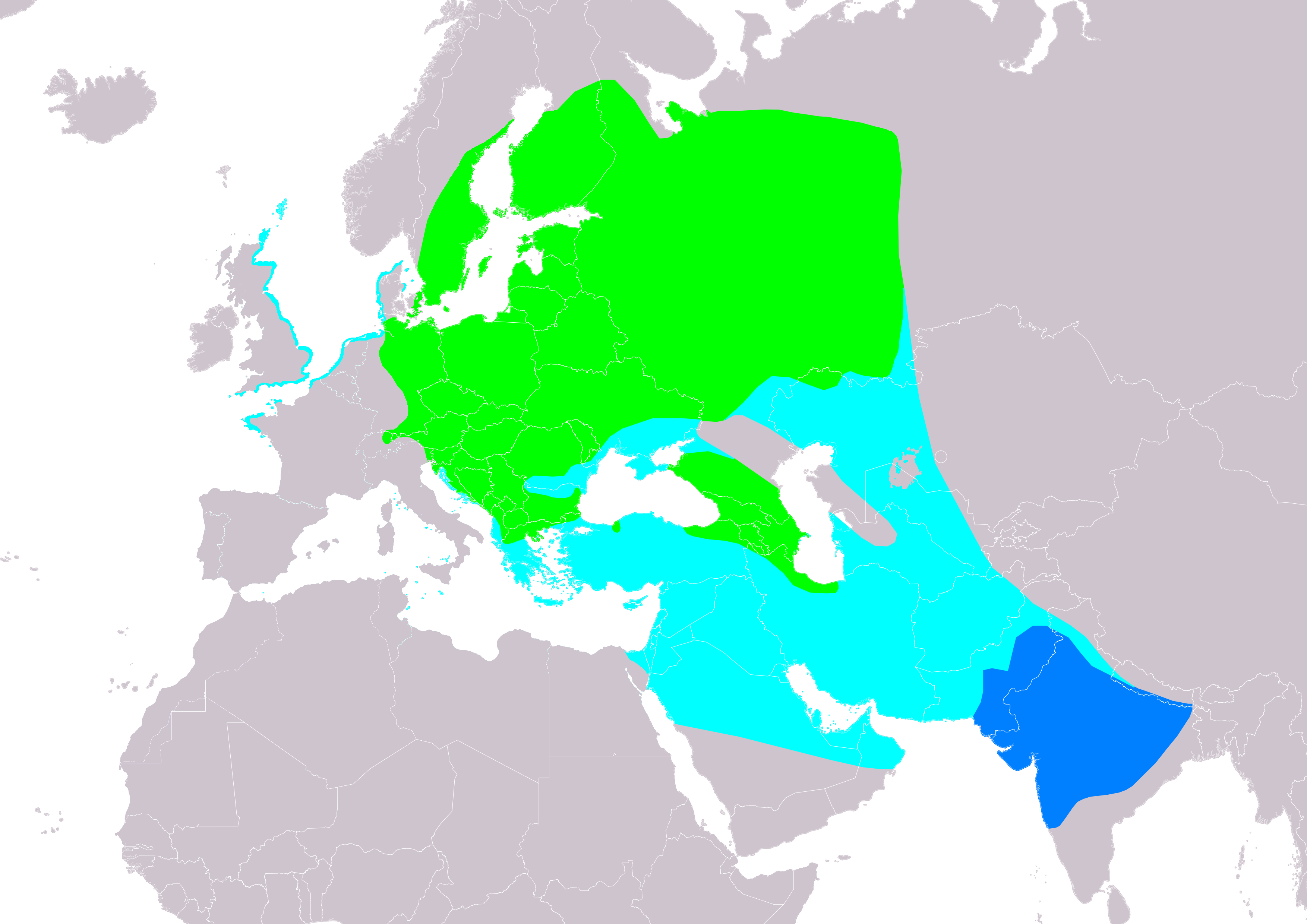
Verbreitung des Zwergschnäppers:
Brutgebiete
Migration
Überwinterungsgebiete
Vorkommen, Herkunft unbekannt (nicht brütend)

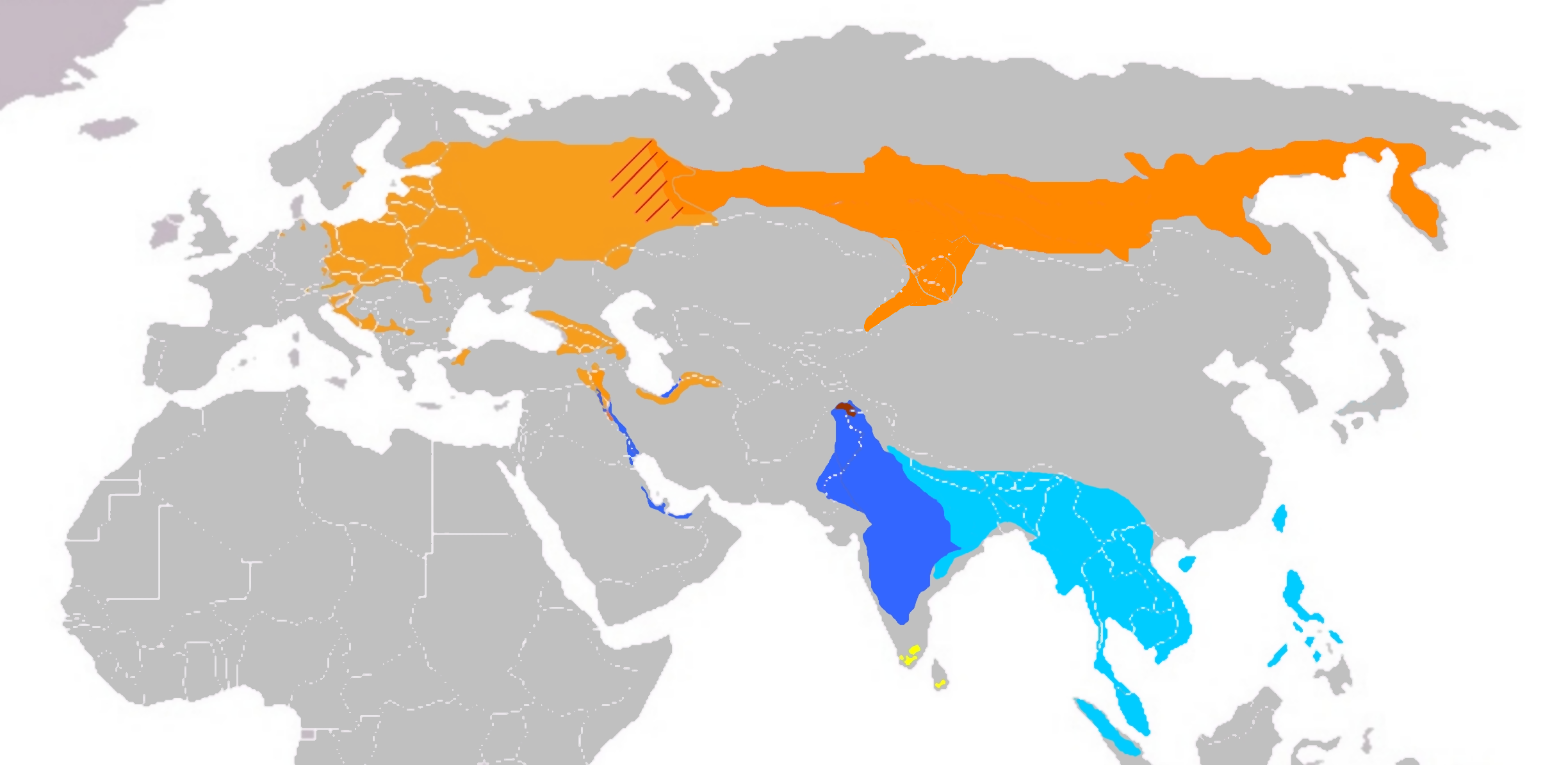
Verbreitungsgebiete von F. parva, F. albicilla und F. subrubra
orange: Brutgebiete von F. parva
dunkelblau: Hauptüberwinterungsgebiete von F. parva
dunkelorange: Brutgebiete von F. albicilla
hellblau: Hauptüberwinterungsgebiete von F. albicilla
purpur: Brutgebiet von F. subrubra
gelb: Überwinterungsgebiete von F. subrubra.
rote Striche: Kontaktzone zwischen F. parva und F. albicilla

Ficedula parva besiedelt in einem breiten Gürtel Ost- und Nordosteuropa, ostwärts etwa bis zur Westabflachung des Ural-Gebirges. Nach Norden reicht das Hauptverbreitungsgebiet stellenweise bis zum Polarkreis, nach Süden hin werden der mittlere Balkan und die Ostkarpaten erreicht. Weiter nach Osten schwankt die Südgrenze der geschlossenen Verbreitung etwa um 50° nördlicher Breite. Ein weiteres großes Brutgebiet liegt in den bewaldeten Stufen des Kaukasus, in den Vorbergen des Elburs-Gebirges, des nördlichen Zagros-Gebirges sowie im Bergland des südwestlichen Turkmenistan. In der Oblast Perm sowie etwas nördlich und südlich davon besteht eine breite Kontaktzone zum sehr nahe verwandten Taiga-Fliegenschnäpper, dessen Verbreitungsgebiete sich ostwärts anschließen und bis zur Pazifikküste reichen.
Davon zum Teil isoliert und in ihren Bestandszahlen meist individuenarm bestehen Vorkommen in Österreich westwärts bis Vorarlberg, in Bayern und in einigen Gebieten Nord- und Mitteldeutschlands. Die dichtesten Zwergschnäpperbestände Deutschlands liegen im Osten nahe der polnischen Grenze. Auch an der bulgarischen Schwarzmeerküste sowie stellenweise im westlichen sowie im östlichen Pontischen Gebirge kommt die Art vor. In Skandinavien ist der Zwergschnäpper im südöstlichen Finnland ein regelmäßiger und nicht seltener Brutvogel, er brütet jedoch stellenweise auch im südwestlichen Finnland sowie an einigen Stellen in Südschweden sowie ganz vereinzelt in Südnorwegen. In Südwestdeutschland, der Schweiz und in Dänemark werden jährlich Brutzeitbeobachtungen gemacht, stabile Vorkommen bestehen zurzeit wahrscheinlich jedoch nicht. 2003 konnte in der Ostschweiz (Bezirk Prättigau-Davos) der erste Brutnachweis für diese Art in der Schweiz erbracht werden.

## Lebensraum

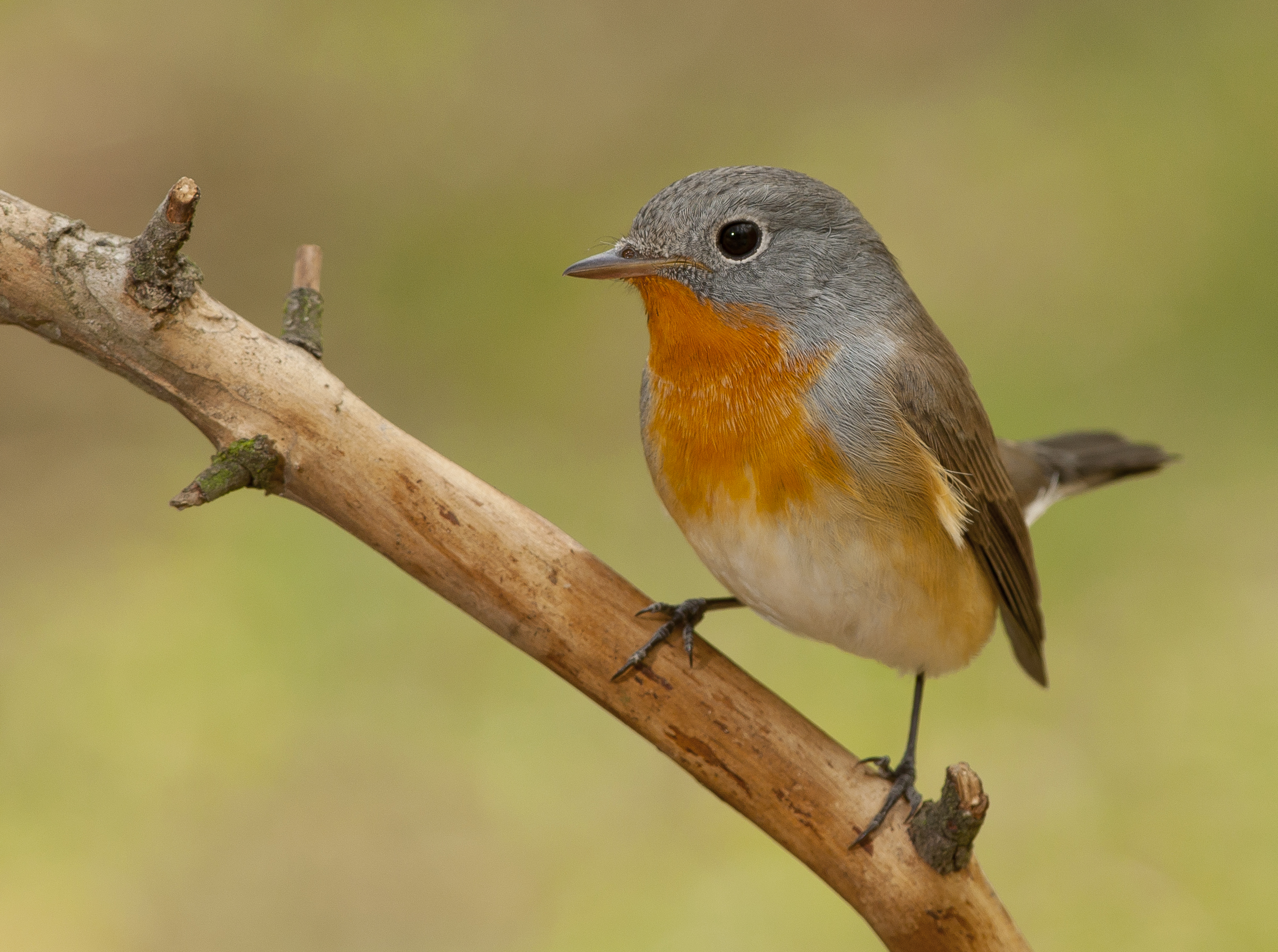
Zwergschnäpper (Ficedula parva), Männchen im Brutrevier in der Ukraine

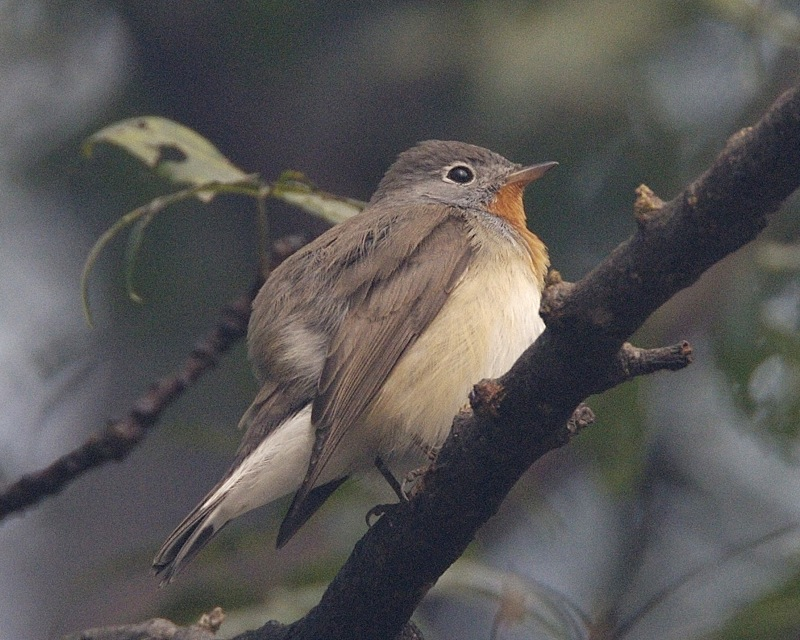
Zwergschnäppermännchen im Winterquartier in Indien

Die Habitatstrukturen der Art sind entsprechend der klimatisch recht unterschiedlichen Verbreitungsgebiete sehr vielfältig. Meist wird jedoch ein geschlossener, alter und hochstämmiger Baumbestand mit Verjüngungsinseln und nicht zu dichtem Kronenschluss bevorzugt. Ideale Zwergschnäpperbiotope weisen häufig ein unruhiges Bodenrelief auf, oft liegen sie in steilen Hanglagen, an tief eingeschnittenen Flussläufen oder in Schluchten. Wassernähe, ein gewisser Anteil an Totholz oder durch Sturmereignisse oder Schneebruch geschädigten Bäumen sowie absterbende, ausgebrochene oder tote Äste im oberen Stammbereich sind für optimale Lebensraumstrukturen der Art ebenfalls wesentlich.
Sind diese Voraussetzungen gegeben, kann die Baumartenzusammensetzung der besiedelten Wälder sehr unterschiedlich sein. Eine Bevorzugung von alten Laubmischwäldern scheint zu bestehen, doch brütet der Zwergschnäpper auch in der nordrussischen Fichtentaiga, in aufgelockerten alten Eichenbeständen und, wenn auch nur selten, in Streuobstwiesen mit alten, hochstämmigen Obstbäumen. Reine Kiefernwälder werden jedoch in der Regel nicht besiedelt. In Mitteleuropa sowie auf dem Balkan werden Rotbuchen- sowie Hainbuchenbestände bevorzugt aufgesucht, diesen können aber verschiedene andere Baumarten wie Eiche, Ahorn oder Birke beziehungsweise Fichte und Tanne beigemischt sein.
Ebenso unterschiedlich ist die vertikale Verteilung seiner Brutgebiete. Zwergschnäppervorkommen finden sich im Tiefland ebenso wie in der collinen und montanen Stufe. In einigen Verbreitungsinseln brütet er bis nahe an die jeweilige Baumgrenze, in Armenien fast bis in Höhen von 2300 Metern. Die mitteleuropäischen Vorkommen sowie die Brutplätze in Südosteuropa liegen mehrheitlich in der collinen und submontanen Höhenstufe.

## Nahrung und Nahrungserwerb
Zwergschnäpper ernähren sich überwiegend insectivor von Insekten und kleineren Spinnentieren. Verschiedene Ameisen, kleine Käferarten, Schwebfliegen und Echte Fliegen sowie kleine Schmetterlinge und deren Entwicklungsstadien spielen sowohl in der Ernährung adulter Vögel als auch als Nestlingsnahrung die Hauptrolle. Gelegentlich werden auch kleine Schnecken verspeist. Im Herbst wird als Beikost Beerennahrung aufgenommen, insbesondere Beeren des Schwarzen und des Roten Holunders sowie Johannisbeeren und Brombeeren.
Der Zwergschnäpper wendet verschiedene Jagdtechniken an: Als Wartenjäger erbeutet er vorbeifliegende Insekten in einem kurzen, selten über mehr als zwei Meter reichenden Jagdflug. Blätter, insbesondere Blattränder und Blattunterseiten, sowie einzelne Stammabschnitte werden in einem eher an einen Laubsänger erinnernden Suchflug inspiziert und entdeckte Beutetiere in einem rüttelnden Schwirrflug abgelesen. Meist sucht und erjagt die Art ihre Beute im oberen Stammabschnitt sowie im Kronenbereich der Bäume ihres Reviers; gelegentlich können Zwergschnäpper in der Strauchschicht und selten auch auf dem Boden beobachtet werden.

## Verhalten

### Allgemein
Der Zwergschnäpper ist tagaktiv, verlängert aber in der Balz- und Brutzeit seine Aktivitätsphase in die Dämmerungs- und frühen Nachtstunden. Während des Gesangsgipfels in der Balzzeit beginnen die Männchen schon etwa eine Stunde vor Tagesbeginn zu singen, einzelne singen auch bis in die frühe Nacht hinein. Innerhalb dieser Zeit ist die Art streng territorial, außerhalb eher einzelgängerisch, nur selten in kleinen Gruppen, zuweilen auch mit anderen Kleinvögeln vergesellschaftet. Während der Balzzeit besonders, aber auch außerhalb dieser, fällt häufiges Schwanzzucken und Schwanzwippen auf; der Schwanz wird auch oft nach Zaunkönigart gestelzt und leicht gefächert, sodass die markanten Farbabzeichen sichtbar werden.

### Aggressions- und Feindverhalten
Rivalisierende Männchen versuchen einander durch heftiges Singen und durch Imponierposen zu vertreiben. Manchmal stürzen sie auch aufeinander zu, ein Körperkontakt unterbleibt dabei aber in der Regel.
Gegenüber potentiellen Feinden verhält sich der Zwergschnäpper meist sehr scheu und während der Brutperiode auch außerordentlich ruhig. Bei Störungen können frische Gelege sehr schnell aufgegeben werden. Dieses unauffällige und sehr vorsichtige Verhalten ändert sich mit dem Schlüpfen der Küken. Jetzt warnt das Männchen schon vor sehr weit entfernten potentiellen Feinden, bei weiterer Annäherung dieser, versuchen beide Eltern den Eindringling mit Schnabelknappen, Flügelflattern und Sturzflugattacken vom Nistplatz zu vertreiben.

### Wanderungen

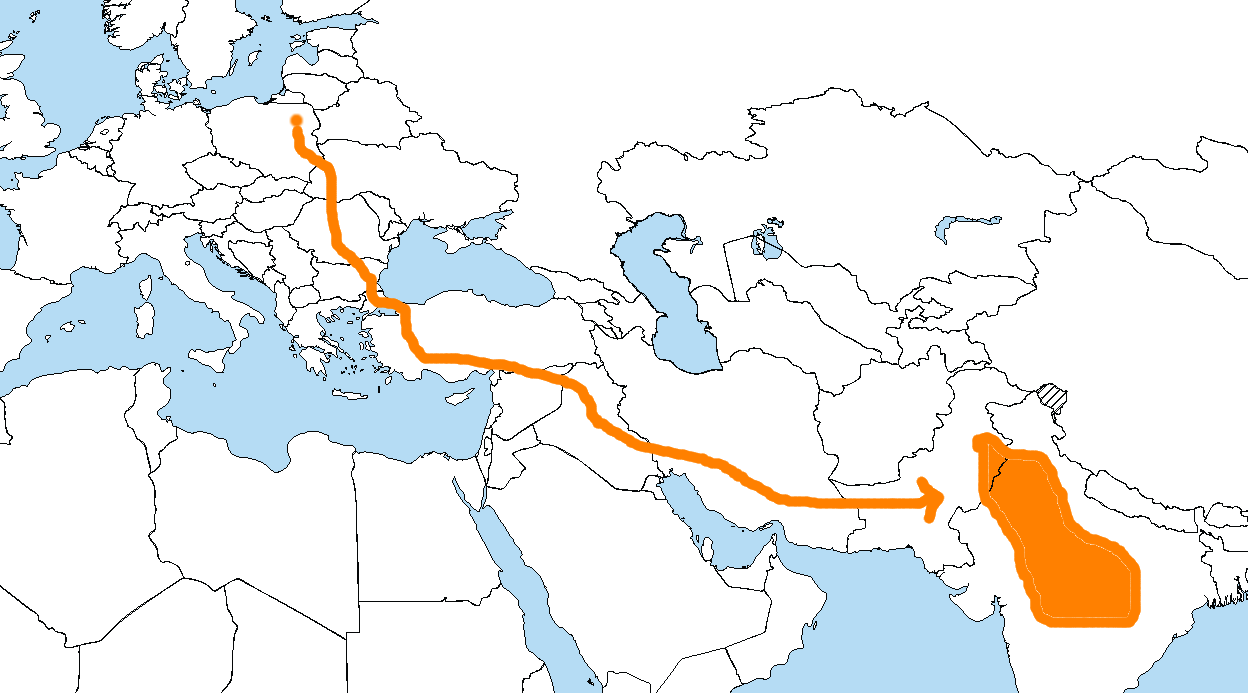
Weg- und Rückzugsstrecke nordosteuropäischer Vögel

Der Zwergschnäpper ist in seinem gesamten Verbreitungsgebiet ebenso wie die beiden mit ihm sehr nahe verwandten Arten Ficedula albicilla und Ficedula subrubra ein obligater Zugvogel; er gehört zu den in der europäischen Vogelwelt seltenen Südostziehern. Ficedula parva zieht einzeln oder in kleineren Trupps vor allem während der Nacht. Nur bei ungenügendem Nahrungsangebot an den Tagesrastplätzen zieht die Art auch bei Tageslicht weiter.
Der Wegzug beginnt bereits im August und erreicht seinen Höhepunkt Mitte September. Nachzügler werden bis Anfang Oktober in ihren Brutgebieten angetroffen. Der Heimzug erfolgt sehr zügig. Mitte März räumen die ersten Wegzieher ihre Überwinterungsgebiete, erst Anfang Mai haben alle Zieher ihre Winterquartiere verlassen. Die Männchen beginnen bis zu zwei Wochen vor den Weibchen mit dem Wegzug und kommen auch dementsprechend früher im Brutgebiet an. In Mitteleuropa erscheinen die ersten Heimzieher in der letzten Aprildekade. Wie bei anderen Zugvögeln auch, liegen Hinweise auf sich verändernde Zugdaten vor.
Die Hauptüberwinterungsgebiete liegen im Nordwesten des Indischen Subkontinents. Sie reichen von Nordwestpakistan und den westlichen und südlichen Vorbergen des Himalayas südwärts bis Karnataka und ostwärts etwa bis Bihar und Orissa. Mit den Überwinterungsgebieten von Ficedula albicilla überlappen sie nur in wenigen schmalen Streifen. Ganz wenige Individuen überwintern bereits in Ostgriechenland, etwas mehr im Ostirak beziehungsweise in Westiran sowie im Osten der Arabischen Halbinsel. In den Überwinterungsgebieten streifen die Vögel, meist in kleinen Trupps und oft vergesellschaftet mit anderen Arten, weiträumig umher.

### Umkehrzug
Wie bei anderen Zugvögeln auch, wird bei dieser Art relativ häufig das Phänomen des Umkehrzugs festgestellt. Dabei ziehen insbesondere Jungvögel in eine Richtung ab, die der richtigen Zugrichtung entgegengesetzt ist. Die Ursachen dieser Fehlleitungen sind nicht erschöpfend erforscht, doch werden zurzeit vor allem meteorologische Bedingungen als Auslöser diskutiert. Solche Fehlzieher erreichen oft im September und auch später noch die Nordseeküste, Südengland und Westfrankreich. Vor allem auf den Scilly-Inseln werden regelmäßig, in manchen Jahren sogar gehäuft, Zwergschnäpper beobachtet. Ein Teil dieser Vögel kann sich umorientieren und zieht dann in korrekter Himmelsrichtung, meist aber etwas südlicher weiter. Möglicherweise handelt es sich bei den Zwergschnäppern, die in Nordostafrika und dem südlichen Nahen Osten beobachtet werden, um solche Vögel.

## Brutbiologie
Die meisten Zwergschnäpper erlangen nach der ersten Rückkehr aus dem Winterquartier, also mit knapp einem Jahr, die Geschlechtsreife, viele dieser Einjährigen besetzen zwar ein Territorium, schreiten aber noch nicht zur Brut.
Die Territoriumsbegründung und -behauptung sowie die Balz selbst nehmen nur eine relativ kurze Zeit in Anspruch, selten mehr als 2 bis 3 Wochen; während dieser Zeitspanne, die in Mitteleuropa zwischen Anfang Mai und Mitte Juni liegt, können Zwergschnäpper recht auffällig sein. Die Männchen besetzen sofort nach Ankunft ein Territorium, das durch Balzflüge und laute Reviergesänge markiert wird. Während dieser fliegt das Männchen mit flattrigen, zittrigen Flügelschlägen von einer Singwarte zur nächsten. Erscheint ein Weibchen im Revier, beginnt das Männchen geeignete Niststellen zu zeigen, schlüpft in Höhlen, Nischen oder Halbhöhlen, in denen es ein ritualisiertes Nestmulden vollführt. Später beteiligt sich auch das Weibchen an diesen Nistplatzexplorationen. Der Kopulation gehen mehrminütige Verfolgungsflüge voraus, unterbrochen von Imponierposen, bei denen das Männchen den Schwanz stelzt und fächerartig spreizt. Manchmal tänzelt das Weibchen mit hängenden Flügeln um das Männchen herum.

### Neststandort und Nest

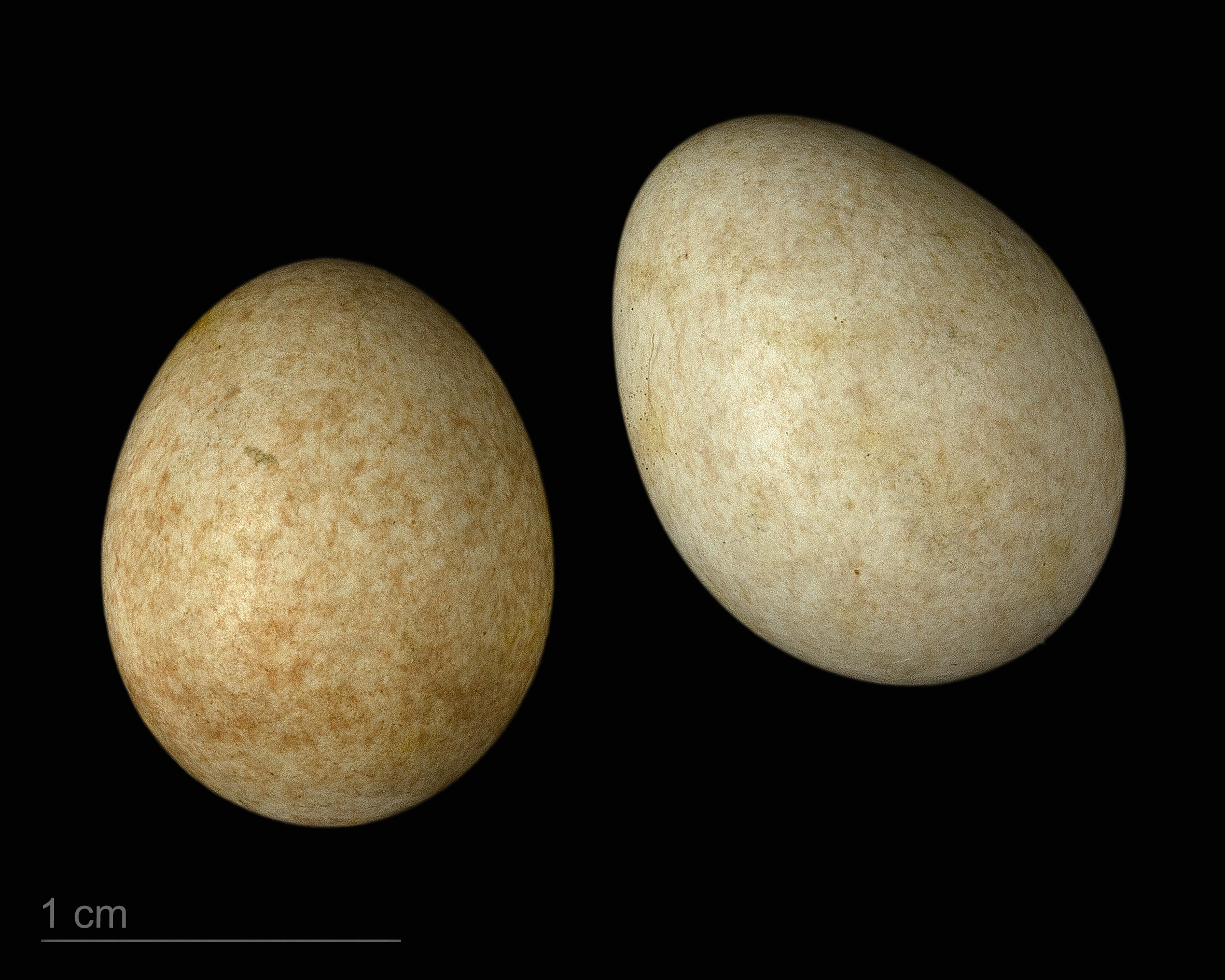
Ficedula parva, Sammlung Museum von Toulouse

Der Zwergschnäpper ist Nischen-, Höhlen- oder Halbhöhlenbrüter. Häufig nützt er kleine Schadstellen im Stammbereich, Astausbrüche, Nischen, die durch abstehende Rindenteile entstanden, oder Nisthöhlen der Tannenmeise oder des Kleinspechts als Brutplatz. Manchmal baut die Art auch relativ freistehende, napfförmige Nester in Zweigquirlen. Auch Nistplätze in Felsspalten wurden festgestellt. Nur sehr selten nimmt der Zwergschnäpper Nistkästen an. Eine Nistbaumpräferenz kann nicht einheitlich festgestellt werden, eine Bevorzugung von Hainbuchen und Linden könnte aber vorliegen; auch die Höhen, in denen die Nester errichtet werden, sind sehr unterschiedlich; sie reichen von Bodennähe bis in beträchtliche Höhen von 20 Meter und mehr.
Das Nest wird fast ausschließlich vom Weibchen erbaut, das Männchen beteiligt sich an seiner Errichtung nur in den ersten Tagen durch Heranschaffen von Nistbaumaterial.
Freistehende Nester sind dicht verwobene, napfförmige Konstruktionen, an den üblichen Nischen- und Halbhöhlenstandorten sind die Nester jedoch mehr lose, verhältnismäßig voluminöse Ansammlungen von Nistmaterial. Hauptsächlich werden verschiedene Moose, feine Zweige und Halme, Stängel, Farne, manchmal auch dürre Blätter zum Nestbau verwendet. Die Auskleidung der Nistmulde besteht aus unterschiedlichen Raupengespinsten, Spinnfäden, aufgelesenem Wildhaar, zuweilen auch aus Federn.

### Gelege und Brut
Das Gelege besteht aus 4–7 kurzovalen, fast einfarbigen, hell rostbraun oder lehmgelb wirkenden Eiern mit einer durchschnittlichen Größe von 16,6 × 12,7 Millimetern. Das Legeintervall beträgt 24 Stunden, meist nach dem vierten Ei beginnt das Weibchen fest zu brüten. Die Brutdauer beträgt etwa 15 Tage; in dieser Zeit wird das Weibchen vom Männchen etwa zwei bis drei Mal in der Stunde gefüttert. Auch in den ersten Tagen nach dem Schlupf versorgt das Männchen die Nestlinge und das Weibchen allein mit Futter. Zuerst übergibt es die Nahrung dem Weibchen, etwa ab dem vierten Lebenstag der Küken füttert es selbst. Ab dieser Zeit beginnt auch das Weibchen zu jagen. Während der Aufzuchtszeit sind die Futterreviere der Art sehr klein, selten entfernen sich die Altvögel weiter als 100 Meter vom Nest. Die Jungen verbleiben etwa 16 Tage im Nest, nur bei Störungen verlassen sie es schon etwas früher. Schon flügge werden sie noch einige Tage von den Eltern betreut, bevor sie dismigrieren.
Die Brutperiode variiert regional recht stark; früheste Vollgelege wurden gegen Ende der ersten Maidekade festgestellt, die Mehrheit der Zwergschnäpper beginnt aber erst Mitte Juni mit der Eiablage und der Brut.
Zwergschnäpper brüten einmal im Jahr, nur bei Gelegeverlust oder bei Brutaufgabe kommt es regelmäßig zu kleineren Nachgelegen.
1917 gelang dem Schötmarer Ornithologen Gustav Wolff der erste gesicherte Brutnachweis des Zwergschnäppers in Nordrhein-Westfalen, im Schötmarer Schlosspark konnte er im Juni desselben Jahres das erste Foto eines Brutpaars überhaupt machen.

## Bestandssituation
Der Zwergschnäpper und der Taiga-Zwergschnäpper gelten zurzeit nicht als gefährdet; für Ficedula albicilla stehen jedoch nur wenige Daten zur Verfügung. Da der Zwergschnäpper zu den eher schwer zu kartierenden Arten gehört, könnte es sein, dass einige Brutvorkommen insbesondere am Westrand seines Verbreitungsgebietes noch nicht entdeckt wurden. Die Art könnte zumindest kurzfristig von den Sturmereignissen der letzten Jahre profitieren, da sich mit steigendem Totholzanteil mancher Waldgebiete die Verfügbarkeit geeigneter Beutetiere ebenso verbessert wie das Angebot an passenden Nistplätzen.
Die Bestandssituation des Kaschmir-Fliegenschnäppers wird nach IUCN jedoch mit VU (=vulnerable) bewertet. Das nur kleine Verbreitungsgebiet dieser Art und ihre nur geringe Individuenanzahl lassen Ficedula subrubra bei fortschreitender Lebensraumzerstörung als sehr gefährdet erscheinen.
In der Roten Liste der Brutvögel Deutschlands von 2015 wird die Art auf der Vorwarnliste geführt.

## Namensherleitung
Mit Zwerg~ werden in der deutschen Namensgebung Arten bezeichnet, die in ihrer Gattung die kleinsten sind. Die absolute Größe spielt dabei keine Rolle. Der Namensteil Schnäpper beschreibt die vorherrschende Jagdmethode dieser Gattung.
Plinius der Ältere beschreibt im 10. Buch seiner Naturgeschichte kleine, nach Mücken oder Fliegen schnappende Singvögel, die er Ficedulae nennt. Ein Wortteil steht wahrscheinlich mit ficus = Feige, Feigenbaum in Zusammenhang. Parva ist die weibliche Form des lateinischen Adjektivs parvus und bedeutet klein.

### Bilder
- Voll ausgefärbtes, mehrjähriges Männchen
- Jungvogel im ersten Herbst
- Taiga-Fliegenschnäpper – adultes Männchen
- Federn des Zwergschnäppers